# Центр по вопросам федерализма
Научно-исследовательский Центр по вопросам федерализма (CSF), созданный в 2000 г., занимается исследованием федерализма как теоретического и практического явления, относящего к сфере политических доктрин и институциональных систем современного государства. На основании этих критериев Научно-исследовательский Центр CSF рассматривает межнациональные, макрорегиональные и мировые масштабы федерализма, а в частности изучает процессы региональной интеграции, имеющие место в эпохе глобализации. Главным предметом исследования Центра является Европа, её история и цивилизации, её пути к объединению и перспективы.

## Место расположения и организационная структура
Научно-исследовательский Центр CSF расположен при колледже имени Карло Алберто в г. Турин. Научно-исследовательский Центр создан Университетом города Павия и Туринским Университетом совместно с фондом «Компанья ди Сан Паоло». К этим институтам-учредителям в дальнейшем присоединился и Миланский Государственный Университет.
Целью Пьемонтского Научно-исследовательского Института в соответствии с его Уставом является продвижение и координирование научно-исследовательской деятельности в сфере федерализма. Помимо университетов-учредителей Научно-исследовательский центр сотрудничает и с другими итальянскими и международными университетскими и научно-исследовательскими институтами, а также с частными и общественными организациями, заинтересованными в получении более глубоких знаний о федерализме и его применении.
Научно-исследовательский Центр CSF возглавляет Руководящий Совет, принимающий решения, связанные с научной деятельностью и использованием финансовых средств. Другими органами Центра являются Собрание Членов, Ревизионная Комиссия и Научный Комитет, в состав которого входят ученые, достигшие всемирной известности в сфере исследования федерализма. В административную и научную структуру Центра входит также штат служащих, занимающихся административными вопросами, и коллектив научных сотрудников из различных университетских кругов, которые работают в самых разных областях науки, включающих право, народное хозяйство, исторические, политические и социальные науки. Кроме того, научно-исследовательский Центр CSF имеет собственную библиотеку, состоящую из 12.000 томов, собрание из около 70 современных периодических изданий и 500 исторических журналов и несколько архивных фондов: архив Итальянского Совета Европейского Движения «CIME» и изложение онлайн документов Фонда имени Алтеро Спинелли (Altero Spinelli), подлинные документы которого хранятся в Исторических Архивах Европейского Союза (Европейский союз) в Флоренция.

## Исследовательская работа
новными задачами Института CSF являются поощрение знаний о многочисленных аспектах федерализма, стимулирование общественных дебатов посредством издания научных трудов на темы, связанные с федерализмом, призвание исследователей и интеллектуалов к обсуждению европейских и международных вопросов. Документы (Research Papers), являющиеся результатом исследовательской работы, предназначены для академических кругов. Однако в них рассматриваются вопросы и затрагиваются аргументы весьма актуальные, которые вызывают интерес в дипломатических кругах, среди политиков и у людей самых разнообразных профессий.
Научная деятельность Центра CSF состоит также из разнообразных издательских проектов, посвященных тематическому углублению, мониторингу и наблюдению за глобальными явлениями, связанными с федеративными процессами, региональным интегрированием и международной демократией (Демократия). Среди таких проектов:
- Perspectives on Federalism: журнал онлайн, направленный на организацию открытого форума для обсуждения федерализма на всех уровнях правления: субнациональном, национальном и наднациональном как в региональном, так и в мировом масштабе.[3]
- Bibliographical Bulletin on Federalism: издается онлайн три раза в год, представляет собой обзор статей о федерализме, опубликованных в около 700 научных журналов на итальянском, английском, французском, немецком и испанском языках.[4]
- International Democracy Watch: портал, предназначенный для сбора, сопоставления и анализа информации в целях проверки ситуации и развития демократии в международных организациях, измеряя её развитие путём проведения регулярного мониторинга.
- Оперативные рамки Европейской Политики Безопасности и Обороны: речь идет об исследованиях, имеющих целью предоставление полезной информации для сопоставительного анализа военных, гражданских и полицейских действий, проведенных ЕС в рамках ЕПБО с 2003 г.[5]
- Центр Наблюдения за Налоговым Федерализмом: посвящается углубленному изучению развития процесса реструктуризации государственной финансовой системы в Италии и последствий конституционных реформ по вопросам налогового федерализма.[6]

## Культурная деятельность
Центр CSF совместно с другими учреждениями и исследовательскими институтами организует встречи и семинары, посвященные углубленному изучению конкретных тем или презентации научных трудов, издаваемых в том числе и самым Научно-исследовательским Центром. Из этих мероприятий наиболее значимым с академической точки зрения является «Lecture Altiero Spinelli», ежегодное событие, на котором ученый мировой известности читает лекцию magistralis на тему, касающуюся Европы и Федерализма. Идея проведения Лекции появилась в связи с желанием посвятить одному из основателей европейского Федерализма, Алтиеро Спинелли, симпозиум, на котором проводится углубленный анализ вопросов, связанных с процессом европейской интеграции.
Среди мероприятий, проводимых Центром в сфере обучения, стоит упомянуть последипломный курс «Law and Business» (Право и Бизнес), организуемый вместе с Туринским Университетским Институтом по Европейским Исследованиям (IUSE), учебная программа которого направлена на углубленное изучение юридических и экономических вопросов, относящихся к внутреннему общеевропейскому рынку.